# Dominio C-terminale
Il dominio C-terminale (abbreviato come CTD) di una proteina o di un polipeptide è l'estremità di una catena di amminoacidi che termina con un gruppo carbossilico. 
Ci si riferisce spesso al CTD con le accezioni alternative di estremità C-terminale, coda C-terminale o, semplicemente, C-terminale.
Ogni amminoacido presenta infatti un gruppo carbossilico e un gruppo amminico, necessari per la formazione, attraverso una reazione di disidratazione, del legame peptidico. Le catene polipeptidiche, dunque, presentano alle due estremità un gruppo carbossilico e un gruppo amminico. 
Per convenzione il gruppo amminico è posto l'inizio della proteina stessa (ed è definito dominio N-terminale), mentre il CTD è posto al termine. Nella comune notazione degli amminoacidi costituenti una catena peptidica, dunque, gli amminoacidi posti al CTD sono gli ultimi.